# Лемох, Игнац
Игнац Войтех Лемох (чеш. Ignác Vojtěch Lemoch, нем. Ignaz Lemoch, пол. Ignacy Wojciech Lemoch; 7 апреля 1802, Нетворжице, Австрийская империя, — 21 августа 1875, г. Золочев, Австро-Венгерская империя) — чешский и австрийский геодезист, математик, астроном, педагог, композитор, один из основателей Технической Академии во Львове (1844); доктор философии (PhD) 

 (1830), профессор (1840), ректор Львовского университета (1853/1854 учебный год).

## Биография
Отец Игнаца — Йозеф Лемох был учителем в школе и органист римско-католического костела Успения Девы Марии в Нетворжицах. Кроме него, в семье родились братья Винценц (1792—1884) — органист, пианист и учитель музыки в Праге, Львове, Кременце, Вене, Москве, Йозеф Франтишек (1795—1863) — патер, органист и композитор, и Ян Непомук (1810—1863) — певец, пианист, учитель музыки и композитор в Кракове.
Его племянник (сын брата Винцента (Викентия) — Кирилл (Карл) Викентьевич Лемох, художник, академик Императорской Академии художеств.
Начальное общее и музыкальное образование получил в школе в Нетворжицах от своего отца. Затем учился на философских факультетах Карлова университет в Праге (1820—1822) и университета в Вене (1825—1829). Ученик чешского математика, астронома и геодезиста д-ра Франтишека Йозефа Риттера фон Герстнера (1756—1832) и австрийского астронома Йозефа Иоганна Эдлера фон Литтрова (1781—1840), члена-корреспондента Императорской Академии Наук в Санкт-Петербурге.
Работал ассистентом кафедры практической геометрии Ц. и. к. Высшей политехнической школы в Вене (1830—1834), где заведующим был профессор Симон Риттер фон Штампфер (1792—1864), и советником Надворной строительной канцелярии с титулом «Hofbaurathbeamter» в Вене (1834—1838).
Принял участие в конкурсе, в 1840 году получил должность профессора элементарной математики и практической геометрии во Львовском университете.
До 1848 года читал курсы чистой элементарной математики и практической геометрии. После преобразования философского факультета из подготовительного в факультет, который готовит учителей гимназий, Лемох читает курсы по высшей математике.
Читал также ряд специальных и прикладных курсов: теоретическая астрономия, аналитическая механика, плоская и сферическая тригонометрия с применением к построению карт и солнечных часов.
Заботился о чтении курса практической геометрии, ходатайствовал о приобретении инструментов для измерений и проведения практических занятий — до открытия 1844 года Львовской Технической Академии (в подготовке открытия которого принимал участие) специалисты-геодезисты и по землемерству готовились в университете.
В начале работы Технической Академии читал там курс практической геометрии.
Несколько раз был приглашен на должность профессора геометрии в других университетах — Вроцлав, Краков.
Написал учебник по практической геометрии «Lehrbuch der praktischen Geometrie», который вышел дважды (1849, 1857).
Был деканом философского факультета — в 1843, 1848, 1856 и 1858 годах.
В 1854-55 годах — ректор Львовского университета. На посту ректора поддерживал инициативы студентов: разрешил создание студентами общества «Братская помощь», однако наместничество разрешения на это не дало.
Также был знатоком музыки, оставил в рукописях много музыкальных композиций.
Преподавал в Львовском университете до 1870 года.
Умер 21 августа 1875 года в Золочеве, похоронен 23 августа там же, вероятно на старом кладбище.

## Работы
- LEMOCH Ignaz. Lehrbuch der praktischen Geometrie. — Band 1-2. — Wien: Wilhelm Braunmüller, 1849. — Band 1. — 196 S. : 5 Abd., Band 2. — 172 S. : 5 Abd.
- LEMOCH Ignaz. Lehrbuch der praktischen Geometrie, nebst einen Unhange über die Elemente der Markscheidekunst. — Zweite umgearbeitete und vermehrte Auflage. — Wien: Wilhelm Braumüller, 1857. — Theil 1. — VIII, 316 S. : 244 Abd.; Theil 2. — 271 S. : 200 Abd.
- LEMOCH Ignaz. Lehrbuch der praktischen Geometrie, nebst einen Unhange über die Elemente der Markscheidekunst. — Zweite umgearbeitete und vermehrte Auflage. — Wien: Wilhelm Braumüller, 1857. — Theil 1. — VIII, 316 S. : 244 Abd.; Theil 2. — 271 S. : 200 Abd. — Репринтное издание: Charleston (USA): Nabu Press, 2011. — ISBN 978-1270-9975-11